# RBOHD
La proteína D homóloga de la oxidasa de ráfaga respiratoria o RBOHD (por sus siglas en inglés: Respiratory burst oxidase homolog protein D) es una proteína que juega un papel clave en la inmunidad de las plantas. Esta enzima forma parte de la familia de las oxidasas NADPH y es responsable de la producción de especies reactivas de oxígeno (ROS).
De todas las proteínas RBOH u oxidasas NADPH, la RBOHD es la que presenta una máxima expresión de los genes comunes en sus funciones como el cierre de estomas inducido por ácido abscísico y respuestas inmunes inducidas por flagelina, generalmente a través de la producción de ROS. En la membrana plasmática, puede presentarse en diferentes formas oligomerizadas, incluso monómeros y dímeros.
Las ROS son clave en la defensa de las plantas contra los patógenos y en la señalización celular para activar respuestas contra la sequía. RBOHD es activado por fosforilación y mediante el uso de calcio. Sin embargo, su activación también depende de la interacción con otras proteínas como BIK1, que interactúa directamente con RBOHD y es fosforilado en respuesta a la percepción de patrones moleculares asociados a patógenos (PAMPs). Por lo tanto, esta proteína es un nexo importante entre las señales ambientales de estrés y las respuestas de defensa celular.

## Descubrimiento y nomenclatura
Durante la década de 1960 se identificó por primera vez la NADPH oxidasa (NOXs) en las membranas de células fagocíticas humanas, donde su producción de ROS es fundamental para la eliminación de patógenos.
En 1999 se reconoció que las NADPH oxidasas forman una familia de enzimas con múltiples homólogos, entre los cuales se encuentra RBOHD.
Las RBOH se dividen en siete grupos: RBOHD, RBOHC, RBOHB, RBOHE, RBOHF, RBOHH y RBOHN. Estos mantienen una relación ortóloga uno a uno y una conservación de la sintenia. Con la pérdida de ciertos intrones en algunos genes, se sugiere una divergencia evolutiva de esta familia de proteínas. La diferenciación entre RBOHD y otros homólogos radica en sus patrones de expresión y funciones específicas. Alguna de estas funciones son la senescencia de las hojas o las respuestas hormonales, en el caso del homólogo RBOHF.

## Localización celular
Después de la síntesis y modificación, RBOHD se dirige a la membrana plasmática de las células. En muchos casos, se asocia con lipid rafts, que contienen colesterol y esfingolípidos y se localizan en la membrana plasmática.
RBOHD se encuentra en diferentes tipos de células vegetales, particularmente en las células epidérmicas y en las asociadas a los tejidos vasculares, puesto que estas áreas están más expuestas a los estímulos externos y son clave en el sistema de defensa de las plantas. Su función principal es la producción de ROS, que actúan como moléculas de señalización que a su vez activan respuestas defensivas en patógenos y factores de estrés abióticos, como por ejemplo heridas, frío y sequía.

Por ello, la actividad de RBOHD es particularmente relevante en células expuestas al medio ambiente. Un ejemplo serían las células vegetales epidérmicas y las células en regiones donde la comunicación celular es fundamental para coordinar respuestas rápidas contra los ataques de patógenos. A partir del estudio fluorescente de localización de RBOHD, se observa que la fluorescencia está dirigida a la membrana de las células epidérmicas y, con mucha expresión, en hojas, estomas, hipocótilos. y raíces.

## Estructura
La estructura de RBOHD se caracteriza por tener varias subunidades, que incluyen un dominio de unión a NADPH y un dominio de transferencia de electrones, permitiendo la transferencia eficiente de electrones durante la oxidación del NADPH. También contiene un dominio de unión al FAD. Además, presenta sitios de regulación que responden a señales ambientales, lo que permite su activación en momentos críticos, como en la defensa contra patógenos. Esta estructura molecular es fundamental para su función en la señalización y en la defensa vegetal, ya que la producción de ROS está vinculada a respuestas de estrés biótico y abiótico.
La activación de RBOHD está relacionada con la unión de iones de calcio mediada por motivos Mano EF (EF-hand) que se encuentran en su estructura. Estos dominios, que son responsables de la unión de calcio, participan en la regulación de la actividad enzimática.  La presencia de calcio induce un cambio conformacional que activa la enzima oxidasa, permitiendo la transferencia de electrones que resulta en la generación de ROS. La regulación de esta actividad se ve afectada por el estado de fosforilación de la proteína, lo que resalta la importancia de la interacción entre estos sitios de unión y las vías de señalización celular.
Concretamente, en su N-terminal, RBOHD contiene dos motivos de mano EF, dos motivos similares a los mano EF y un dominio de unión del ácido fosfatídico (PA). 
Además, existen seis dominios transmembrana los cuales se agrupan en un complejo funcional llamado oxidorreductasa férrica.
 En su C-terminal, contiene un dominio de unión al FAD y otro al NADPH.

## Función
RBOHD es esencial para la respuesta immune de las plantas. La función principal de RBOHD es la producción de ROS (especies reactivas de oxígeno). RBOHD se activa en respuesta a diversos estímulos, como el estrés abiótico. Los receptores de reconocimiento de patrones (PRR) detectan patrones moleculares asociados a patógenos (PAMPs) y provocan la activación de RBOHD. Esta implica la fosforilación de RBOHD por quinasas específicas, cómo CPK y BIK1 (la cual es un sustrato directo del complejo PRR). Por un lado, BIK1 fosforila los residuos Ser39, Ser339 y Ser343. Por otro lado, las CPKs fosforilan los residuos Ser133, Ser148 y Ser163. Finalmente, las dos quinasas pueden fosforilar el residuo Ser347.
A continuación, RBOHD transfiere electrones de NADPH al oxígeno (O2) en el espacio extracelular. Gracias a esto, se forma el anión superóxido (O2-) mediante la reacción siguiente:
{\displaystyle {\ce {NADPH + 2O2 -> NADP+ + 2O2- + H+}}}
El superóxido producido se convierte en peróxido de hidrógeno (H2O2), lo cual puede producirse tanto de forma espontánea como mediante la enzima superóxido dismutasa.
Finalmente, las ROS producidas actuarán cómo moléculas antimicrobianas directas y moléculas de señalización en respuesta al estrés, que activaran la inmunidad de la planta. Participaran en la activación de cascadas de señalización para la activación de genes directivos de respuestas de defensa locales y sistémicas.  Además de la producción de ROS, RBOHD también activará el cierre de estomas por la detección de PAMPs.
Esta propagación de ROS permite a la planta establecer una comunicación célula a célula a largas distancias, siempre y cuando haya una producción continua de ROS en las diferentes células a lo largo de la planta.
La vía de endocitosis de RBOHD, como en muchas otras proteínas de membrana, está mediada por clatrina.

## Regulación de RBOHD

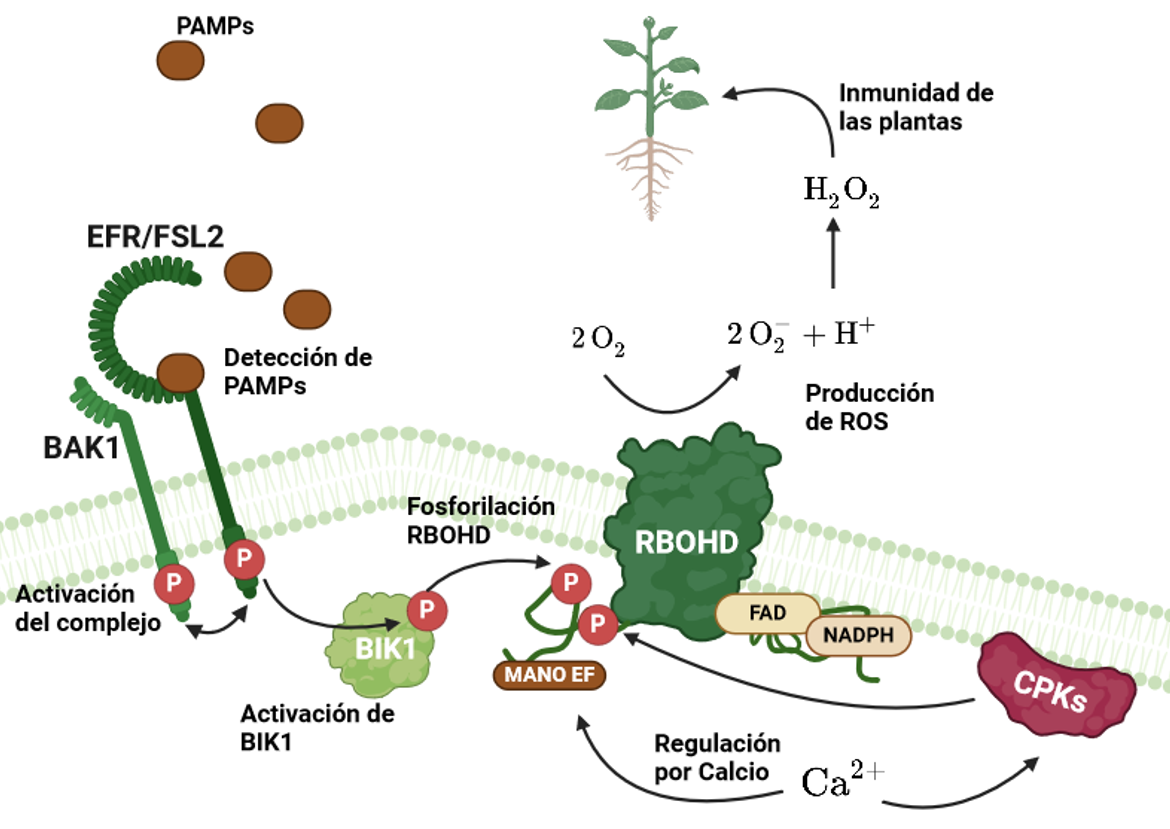
Activación de RBOHD y producción de ROS para la inmunidad de la planta, creada con BioRender

Los efectores de la actividad de RBOHD, como el Ca2+ y su fosforilación por BIK1, promueven una difusión y agrupación de RBOHD más rápida.

### Regulación dependiente de Ca2+
RBOHD está regulada por la fosforilación y ubiquitinación de su extremo C-terminal. Una quinasa citoplasmática similar al receptor PBL13, fosforila el terminal C de RBOHD y, como consecuencia, dos residuos fosforilados influyen en su actividad y estabilidad.
Por otro lado, la actividad de la oxidasa NADPH depende de una interacción coordinada y sistemática de diferentes componentes. Los principales reguladores incluyen la concentración de calcio (Ca2+), relacionada con su fosforilación por proteínas quinasas dependientes del calcio, las CDPK. Son proteínas quinasas Ser/Thr que incluyen un dominio similar a la calmodulina de unión a Ca2+.  Por otra parte, se contempla también la interacción entre Ca2+ y motivos de mano EF (situados en el extremo N-terminal de RBOHD).

### Regulación independiente de Ca2+
También existe la regulación de RBOHD por vías independientes de Ca2+. Existe una regulación directa mediante el uso del complejo PRR. La BIK1, encargado de la fosforilación de RBOHD ante la detección de PAMPs por PRR, es capaz de activar RBOHD incluso en ausencia de Ca2+.  BIK1 ejerce un efecto positivo en su actividad. Además, se puede regular a partir de la unión de pequeñas GTPasas a su terminal N.
La proteasa inhibidora CYSTATIN G (CYS6) inhibe indirectamente la degradación de RBOHD. CYS6 interactúa e inhibe la actividad de XYLEM CYSTEINE PEPTIDASE 1 (XCP1), una cisteína proteasa localizada en las vacuolas que degrada RBOHD. Así, CYS6 permite la acumulación de RBOHD, especialmente durante una infección por patógenos.

### Regulación negativa
RBOHD es regulado negativamente por la fosforilación en su carbono terminal y por la ubiquitinación, lo que reduce o inhibe su actividad. En este proceso, la quinasa PBL13  fosforita el residuo T912, facilitando así la ubiquitinación de RBOHD por la ligasa E3 PIRE, lo que disminuye la abundancia de RBOHD.
Por otra parte, la proteína PB1CP actúa como otro regulador negativo de RBOHD que compite con la BIK1 para unirse a RBOHD, resultando en la disociación de BIK1 fosforilada de RBOHD. Así, esta interacción promueve la endocitosis de RBOHD, reduciendo la abundancia de la misma en la membrana plasmática.
Otro regulador negativo de RBOHD es el QSK1, un receptor quinasa con repeticiones ricas en leucina (LRR-RK) que actúa como regulador negativo de RBOHD, reduciendo la abundancia de PRRs como FLS2 y EFR, lo que afecta indirectamente a la actividad de RBOHD.

## Papel en la inmunidad de las plantas
La proteína RBOHD tiene un rol crucial en la inmunidad de las plantas gracias a la producción de ROS. Estas poseen propiedades antimicrobianas y actúan como moléculas señalizadoras para activar otras respuestas inmunitarias.
Las ROS son cruciales en la señalización a larga distancia durante la resistencia adquirida sistémica (SAR). En este proceso, las ROS producidas por RBOHD en los sitios de infección iniciales actúan como señales que se propagan a tejidos distantes activando defensas en todo el organismo. Las Mutaciones en la RIPK, una proteína que regula la producción de ROS mediada por RBOHD muestran una producción reducida de ROS y una SAR deficiente, lo que demuestra la importancia de las ROS en la activación de defensas sistémicas.
La ola de ROS actúa también como un factor señalizador clave para activar múltiples vías de respuesta al estrés, que incluyen la regulación del cierre estomático, la germinación de semillas, la homeostasis de Na+ y K+, y la elongación de las raíces.
Además, RBOHD desempeña un papel fundamental en la salud de las plantas, no solo facilitando la adaptación al estrés por sequía, sino también al ser esencial para el equilibrio de la microbiota en las hojas. La microbiota vegetal, a su vez, puede favorecer el crecimiento de la planta y fortalecer la resistencia a diversas tensiones bióticas y abióticas, consolidando la importancia de RBOHD en las respuestas al estrés de las plantas.

## Mutaciones de RBOHD
Existen diversas mutaciones en RBOHD que pueden afectar a su función y en consecuencia a la capacidad inmunitaria de la planta.
Se contempla una mutación en el antepenúltimo residuo del alelo delt1-2; el ácido glutámico (E919) situado en la terminal C de RBOHD mutó a lisina. Esta mutación  altera la estabilidad de la proteína y perjudica la producción de ROS por PAMPs y el cierre estomático. Se destaca que esta mutación no afecta a la abundancia de RBOHD ni a su capacidad de asociación.
Otra mutación posible se sitúa en el alelo delt 1-1, donde una guanina se transforma en adenina en el nucleótido 830. Esto resulta en la sustitución del residuo Trp-246 por un codón de parada (W246). Como resultado, la proteína se convierte en no funcional.
Por otro lado, el receptor-like cytoplasmic kinase (RLCK) puede fosforilar la región N-terminal de RBOHD, en concreto los residuos S343 y S347, causando una producción reducida de ROS en respuesta a algunos elicitores inmunes.

## Aplicaciones en biotecnología
Estudiar RBOHD nos puede permitir mejorar la resistencia de los cultivos frente a patógenos y a la sequía. Algunas de las aplicaciones en biotecnología son las siguientes:
Modificación genética: La sobreexpresión o variación de RBOHD puede incrementar la producción de ROS y augmentar la inmunidad de las plantas contra patógenos (bacterias y hongos).
Adaptación al cambio climático: Como se sabe que RBOHD regula la respuestas a la sequía y a la salinidad mediante el cierre estomático, estas funciones pueden ser aprovechadas para desarrollar cultivos más tolerantes a condiciones extremas. La optimización de RBOHD para incrementar la resistencia al estrés podría reducir perdidas de productividad agrícola, mejorando los rendimientos y contribuyendo a la sostenibilidad. 
Biofertilizantes y bioestimulantes: La creación y uso de fertilizantes basados en calcio o formulaciones con PAMPs podrían estimular la señalización de RBOHD para fortalecer la inmunidad sin necesidad de modificaciones genéticas.